# Districtul Forchheim
Districtul Forchheim este un district rural (germană: Landkreis) din regiunea administrativă Franconia Superioară, landul Bavaria, Germania.

## Orașe și comune
| orașe 1. Ebermannstadt (6.851) 2. Forchheim (30.541) 3. Gräfenberg (4.101) comune (târg) 1. Eggolsheim (6.350) 2. Egloffstein (2.059) 3. Gößweinstein (4.159) 4. Hiltpoltstein (1.587) 5. Igensdorf (4.702) 6. Neunkirchen a.Brand (7.840) 7. Pretzfeld (2.471) 8. Wiesenttal (2.558) | comune 1. Dormitz (2.012) 2. Effeltrich (2.706) 3. Hallerndorf (3.920) 4. Hausen (3.657) 5. Heroldsbach (5.016) 6. Hetzles (1.276) 7. Kirchehrenbach (2.303) 8. Kleinsendelbach (1.553) 9. Kunreuth (1.392) 10. Langensendelbach (2.851) 11. Leutenbach (1.774) 12. Obertrubach (2.195) 13. Pinzberg (1.923) 14. Poxdorf (1.563) 15. Unterleinleiter (1.248) 16. Weilersbach (2.029) 17. Weißenohe (1.137) 18. Wiesenthau (1.711) |